# Walentin Bubukin
Walentin Borysowicz Bubukin (ros. Валентин Борисович Бубукин, ur. 23 kwietnia 1933 w Moskwie, zm. 30 października 2008 w Moskwie) – rosyjski piłkarz występujący na pozycji napastnika, reprezentant Związku Radzieckiego, trener piłkarski.

## Kariera piłkarska
Karierę zaczynał w moskiewskiej drużynie młodzieżowej Krylia Sowietow, w późniejszych latach reprezentował barwy stołecznych zespołów radzieckiej ekstraklasy: WWS, Lokomotiwu i CSKA. W 1957 zdobył jako zawodnik Lokomotiwu krajowy puchar, a w 1959 wicemistrzostwo ZSRR.
W reprezentacji Związku Radzieckiego pierwszy raz pojawił się w 1958. Otrzymał powołanie na mistrzostwa świata w Szwecji, ale nie rozegrał na nich żadnego spotkania. Dopiero ponad rok później, 6 września 1959 w meczu z Czechosłowacją, zadebiutował w radzieckiej reprezentacji. Do 1961 rozegrał w niej 11 meczów, strzelił 4 bramki. Był członkiem zespołu, który zdobył pierwsze w historii mistrzostwo Europy w 1960.
- 1952-53 –  WWS Moskwa
- 1953-60 –  Lokomotiw Moskwa
- 1961-62 –  CSKA Moskwa
- 1962-65 –  Lokomotiw Moskwa

## Kariera trenerska
Większą część kariery trenerskiej poświęcił na pracę z drużynami moskiewskimi: tuż po zakończeniu kariery piłkarskiej samodzielnie prowadził drużynę Lokomotiwu i CSKA. Przez kilka sezonów prowadził również zespoły z Ukrainy: Tawriję Symferopol oraz Karpaty Lwów. Pracował również w Wietnamie z wojskową drużyną Hanoi.
- 1966-68 –  Lokomotiw Moskwa
- 1970-72 –  Tawrija Symferopol
- 1972-74 –  Karpaty Lwów
- 1975-78 –  CSKA Moskwa, drugi trener
- 1978-78 –  wojskowa drużyna Hanoi
- 1981-87 –  CSKA Moskwa, drugi trener